# Ewangelia Siedemdziesięciu
Ewangelia Siedemdziesięciu – zaginiony apokryf nowotestamentowy, powstały prawdopodobnie najwcześniej w pierwszej połowie VII wieku.
Utwór ten był używany przez manichejczyków. Jedyne świadectwo na jego temat przekazał Biruni. Jego zdaniem Ewangelia Siedemdziesięciu stanowiła dla manichejczyków prawo oraz była jedyną prawdziwą Ewangelią.
Istnieje hipoteza, że fragment Ewangelii Siedemdziesięciu cytuje Fragment Ujgurski. Zdaniem Konrada Kesslera Ewangelia jest tożsama z Ewangelią Maniego, jednak Wilhelm Schneemelcher odrzucił taki pogląd.